# 1490年代
| 千纪： | 2千纪                                                                                            |
| 世纪： | 14世纪 \| 15世纪 \| 16世纪                                                                       |
| 年代： | 1460年代 \| 1470年代 \| 1480年代 \| 1490年代 \| 1500年代 \| 1510年代 \| 1520年代                 |
| 年份： | 1490年 \| 1491年 \| 1492年 \| 1493年 \| 1494年 \| 1495年 \| 1496年 \| 1497年 \| 1498年 \| 1499年 |

## 大事记
- 1492年——克里斯托弗·哥伦布到达加勒比海。
- 1494年——《托爾德西里亞斯條約》簽訂，葡萄牙和西班牙兩國經過教宗的調解下劃了分界線，以東為葡萄牙勢力範圍，而以西即為西班牙所擁有。
- 1497年——卡斯蒂利亞佔領北非城市梅利利亞。
- 1499年——葡萄牙探險家瓦斯科·達伽馬航行到印度。